# Christian von Mühlhausen

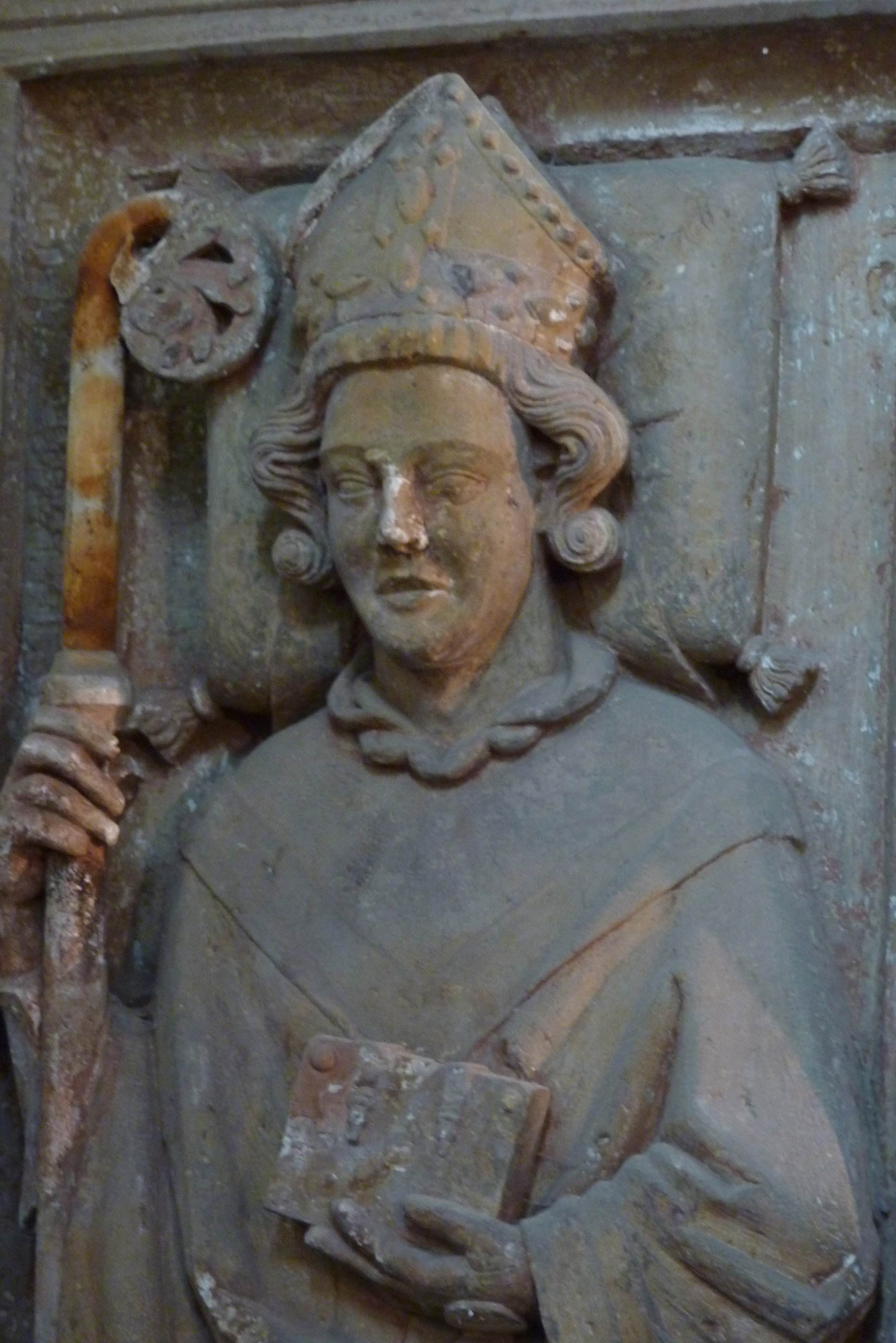
Epitaph in der Divi-Blasii-Kirche in Mühlhausen

Christian (Kristan, Kirstan) von Mühlhausen († 2. September 1295) war Fürst-Bischof von 
Samland und Weihbischof von Mainz (1276–1295).

## Leben
Christian stammte aus einem angesehenen ritterbürtigen Geschlecht, das sich nach der Reichsburg Mühlhausen in Thüringen nannte, und wurde in der Reichsstadt Mühlhausen geboren.
Seine Zukunft suchte er durch den Eintritt in den geistlichen Stand und zugleich in den Deutschen Orden, der in Thüringen rasch breite Wurzeln gefasst hatte, zu begründen. Im Dezember 1271 trat er urkundlich als Mitglied dieses Ordens auf und erschien im Jahr darauf bereits als Komtur der Kommende in der Altstadt Mühlhausens, mit der die Stellung eines Pfarrers an der dortigen Hauptkirche von St. Blasien verbunden war.
Sehr früh ist er zugleich in nahe Beziehungen zu dem Landgrafen Albrecht von Thüringen getreten. Man vermutet, dass er in der Zeit von 1260 bis 1270 in dessen unmittelbaren Diensten gestanden hat, und ihre engen Beziehungen zueinander haben sich auch in späterer Zeit fortgesetzt. Aller Wahrscheinlichkeit nach war es die Empfehlung des Landgrafen, welche Christian, dem es nicht an Ehrgeiz gefehlt hat, im Anfang des Jahres 1276 zu einer höheren Würde beförderte.

### Bischofsweihe
Mit dem Tode Heinrichs von Streitberg war das preußische Bistum Samland, in dessen Sprengel Königsberg fiel, erledigt. Papst Gregor X. forderte im August 1275 den Bischof Friedrich I. von Merseburg auf, für die erledigte Kirche (ecclesia Sambiensis), womöglich aus der Reihe der Deutschordenspriester einen neuen Hirten einzusetzen. Dessen Wahl fiel auf den Komtur Christian von Mühlhausen, dem schon in der nächsten Zeit vom Bischof zu Merseburg die Konsekration erteilt wurde.
Das Bistum Samland lag zum Teil in partibus infidelium, das heißt, es hatte damals nicht einmal ein Kapitel, und seine Einkünfte waren prekär und dürftig. Christian gab daher vom Anfang seiner Erhöhung an der Möglichkeit Ausdruck, dass der Herr ihn in Deutschland selbst mit einem besseren Bistum versehen, oder dass er das Ordenskleid, das er jetzt trage, mit einem anderen vertauschen könne. Das Bistum, dessen beschwerliche Obsorge ihm zuteilgeworden war, übte daher durchgehend nur geringen Reiz auf ihn aus. Während der gesamten 19-jährigen Zeit seines Episkopats besuchte er es nur zweimal und verbrachte insgesamt nicht mehr als zwei bis drei Jahre dort.

### Erste Reise nach Samland
Erst im Spätherbst 1277 machte er sich zum ersten Male auf den Weg, sein Bistum zu besuchen. Etwa ein Jahr dauerte sein Aufenthalt, ohne dass, außer einer Maßregel geschäftlicher Natur, Erhebliches von seiner Wirksamkeit in dieser Zeit überliefert wäre.
Am Anfang des Jahres 1280 befand sich Christian wieder in Deutschland, am Rhein und noch häufiger in Thüringen. Er hat in diesen Jahren das Amt eines Weihbischofs der Mainzer Kirche mit Sitz in Erfurt ausgeübt (1276–1295). In Thüringen verwickelte ihn sein schon berührtes Verhältnis zu dem Landgrafen Albrecht von Thüringen in dessen bekannte Streitigkeiten mit seinen Söhnen Friedrich und Diezmann. So geschah es, dass Christian im Jahr 1281 von dem Markgrafen Diezmann aufgehoben und längere Zeit auf der Burg Schlotheim bei Mühlhausen festgehalten wurde; erst ein für jene Zeiten beträchtliches Lösegeld gab ihm die Freiheit wieder.

### Zweite Reise nach Samland
Im Verlauf des Jahres 1284 trat Christian eine zweite Reise in sein Bistum Samland an. Die Veranlassung dazu war die nicht mehr länger zu verschiebende Organisation desselben. Er rief jetzt auch in der Tat auf Anraten des Deutschen Ordens und im Einvernehmen mit ihm ein Domkapitel ins Leben. Seinem Charakter entsprechend war das Domkapitel ebenfalls keines vor Ort. Die ernannten Kanoniker gehörten zwar dem Deutschen Orden an, wohnten aber alle in Mühlhausen in Thüringen und dessen Umgebung und es fiel ihnen nicht ein, nach dem ungastlichen Samland überzusiedeln oder auch nur von ihrer neuen Würde Gebrauch zu machen. In erster Linie scheint auch unwürdige Sparsamkeit Christian zu diesem Verfahren bewogen zu haben. Gleichwohl hat der Erzbischof Johannes I. von Riga, zu dem sich Christian persönlich begeben hatte, diese seine Stiftung bestätigt.

### Bischof in Thüringen
Im August 1285 befindet sich der „bewegliche“ Bischof wieder in Thüringen. Er verkaufte hier willkürlich genug Güter der Samländer Kirche, die in der Nähe von Gotha lagen, was ihm später mit Recht bittere Nachrede zugezogen hat. Sonst befindet er sich in weltlichen Geschäften in der Nähe des Landgrafen Albrecht, später des Königs Adolf, der damals seine vielberufene Expedition nach und durch Thüringen unternahm.
Im März 1287 wohnte Christian dem Nationalkonzil in Würzburg bei, begab sich aber noch vor dessen Beendigung nach Schlesien, um zwischen dem Bischof und dem Herzog von Breslau zu vermitteln.
Im Jahr 1289 reiste er im Auftrag des Erzbischofs Gerhard von Mainz an den päpstlichen Hof nach Rom, im Mai 1290 erscheint er aber schon wieder in Erfurt, wo damals König Rudolf seit längerer Zeit weilte.
Die dauernde Abwesenheit Christians aus seinem Sprengel und sein fortgesetztes Wanderleben bewirkten aber, dass von Seiten seiner Gegner behauptet wurde, er gebe sich unrechtmäßiger Weise als Bischof von Samland aus und sei es in Wirklichkeit nicht. Wenigstens ist es kaum anders zu verstehen, wenn der Bischof Heinrich von Merseburg im August 1292 in einem offenen Brief an alle Bischöfe und Prälaten feierlich versichert, Christian sei in der Tat von seinem Vorgänger Friedrich laut Aufforderung des Papstes Gregor X. zum Bischof von Samland ausersehen und als solcher geweiht worden. Wie dem nun sei, Christian hatte zwar für sich in Samland einen Stellvertreter bestellt; aber auf die Länge ließ sich der Deutsche Orden an dieser unzureichenden Versehung der Samländer Kirche nicht genügen und bestand jetzt auf der Kreation eines wirklichen Domkapitels, das seinen Sitz in Preußen nehme, das Recht der Kooptation habe und eventuell den neuen Bischof aus der Zahl der Deutschordens-Geistlichen wählen sollte. Dieser Beschluss ist dann auch ausgeführt worden; die Verhandlungen wurden aber in Thüringen und Mühlhausen geführt. Christian hat sein Bistum nicht mehr gesehen.

### Lebensende
Von seinem Tun in der letzten Zeit seines Lebens sind noch einige reiche Stiftungen hervorzuheben, die er dem Predigerorden und der Hauptpfarrkirche und dem Deutschenordenshause in der Altstadt Mühlhausen zugewendet hat. Am 2. September 1295 ist Christian in seiner Heimatstadt, für die er von jeher eine deutliche Vorliebe gehabt zu haben scheint, gestorben und sein Leichnam in der schon erwähnten Hauptkirche beigesetzt worden. Ist die Vermutung seines neuesten Biografen begründet, so hat die dankbare Heimatstadt das Andenken an ihren ihr so anhänglichen Sohn durch die Errichtung einer Statue am nördlichen Portal der St. Blasiuskirche zu erhalten versucht; das samländische Bistum dagegen hat ihm kein anerkennendes Gedächtnis bewahrt.